# Lista di asteroidi (632001-633000)
Di seguito una lista di asteroidi dal numero 632001  al 633000 con data di scoperta e scopritore.

## 632001–632100
| Nome   | Designazione provvisoria | Data di scoperta  | Scopritore                  |
| ------ | ------------------------ | ----------------- | --------------------------- |
| 632001 | 2007 XQ38                | 13 dicembre 2007  | LINEAR                      |
| 632002 | 2007 XE42                | 14 dicembre 2007  | Spacewatch                  |
| 632003 | 2007 XU43                | 5 dicembre 2007   | Spacewatch                  |
| 632004 | 2007 XC45                | 15 dicembre 2007  | Spacewatch                  |
| 632005 | 2007 XN45                | 15 dicembre 2007  | Spacewatch                  |
| 632006 | 2007 XG47                | 15 dicembre 2007  | Spacewatch                  |
| 632007 | 2007 XB54                | 5 novembre 2007   | Mount Lemmon Survey         |
| 632008 | 2007 XL59                | 29 luglio 2002    | NEAT                        |
| 632009 | 2007 XM60                | 15 dicembre 2007  | Mount Lemmon Survey         |
| 632010 | 2007 XJ61                | 3 dicembre 2007   | Spacewatch                  |
| 632011 | 2007 XQ62                | 18 luglio 2005    | NEAT                        |
| 632012 | 2007 XT63                | 8 maggio 2005     | Spacewatch                  |
| 632013 | 2007 XP64                | 5 dicembre 2007   | Mount Lemmon Survey         |
| 632014 | 2007 XG65                | 25 ottobre 2011   | Pan-STARRS                  |
| 632015 | 2007 XG68                | 4 dicembre 2007   | Mount Lemmon Survey         |
| 632016 | 2007 XJ68                | 10 maggio 2005    | M. W. Buie, L. H. Wasserman |
| 632017 | 2007 XD69                | 15 dicembre 2007  | Mount Lemmon Survey         |
| 632018 | 2007 XK69                | 4 dicembre 2007   | Spacewatch                  |
| 632019 | 2007 XA71                | 3 dicembre 2007   | Spacewatch                  |
| 632020 | 2007 XD71                | 6 dicembre 2007   | Mount Lemmon Survey         |
| 632021 | 2007 YV                  | 16 dicembre 2007  | W. Bickel                   |
| 632022 | 2007 YX2                 | 17 dicembre 2007  | W. Bickel                   |
| 632023 | 2007 YT4                 | 8 marzo 2003      | Kitt Peak Obs.              |
| 632024 | 2007 YT6                 | 16 dicembre 2007  | Mount Lemmon Survey         |
| 632025 | 2007 YM8                 | 19 novembre 2007  | Mount Lemmon Survey         |
| 632026 | 2007 YR8                 | 16 dicembre 2007  | Mount Lemmon Survey         |
| 632027 | 2007 YB10                | 16 dicembre 2007  | Mount Lemmon Survey         |
| 632028 | 2007 YG11                | 17 dicembre 2007  | Mount Lemmon Survey         |
| 632029 | 2007 YV20                | 14 novembre 2007  | Mount Lemmon Survey         |
| 632030 | 2007 YM23                | 23 maggio 2006    | Spacewatch                  |
| 632031 | 2007 YY24                | 18 dicembre 2007  | Spacewatch                  |
| 632032 | 2007 YR27                | 5 dicembre 2007   | Spacewatch                  |
| 632033 | 2007 YT28                | 19 dicembre 2007  | Spacewatch                  |
| 632034 | 2007 YA34                | 28 dicembre 2007  | Spacewatch                  |
| 632035 | 2007 YD35                | 17 dicembre 2007  | Spacewatch                  |
| 632036 | 2007 YX40                | 16 dicembre 2007  | Mount Lemmon Survey         |
| 632037 | 2007 YA41                | 17 dicembre 2007  | Mount Lemmon Survey         |
| 632038 | 2007 YR41                | 30 dicembre 2007  | Spacewatch                  |
| 632039 | 2007 YW45                | 17 marzo 2004     | Spacewatch                  |
| 632040 | 2007 YE48                | 5 dicembre 2007   | Spacewatch                  |
| 632041 | 2007 YP62                | 30 dicembre 2007  | Spacewatch                  |
| 632042 | 2007 YO72                | 18 dicembre 2007  | Mount Lemmon Survey         |
| 632043 | 2007 YU72                | 19 dicembre 2007  | Mount Lemmon Survey         |
| 632044 | 2007 YJ73                | 9 marzo 2003      | NEAT                        |
| 632045 | 2007 YV77                | 18 dicembre 2007  | Mount Lemmon Survey         |
| 632046 | 2007 YD78                | 14 febbraio 2013  | Pan-STARRS                  |
| 632047 | 2007 YG78                | 3 dicembre 2013   | Pan-STARRS                  |
| 632048 | 2007 YG82                | 4 maggio 2009     | Mount Lemmon Survey         |
| 632049 | 2007 YJ82                | 26 luglio 2011    | Pan-STARRS                  |
| 632050 | 2007 YO82                | 16 dicembre 2007  | Spacewatch                  |
| 632051 | 2007 YF83                | 31 dicembre 2007  | Spacewatch                  |
| 632052 | 2007 YY84                | 16 dicembre 2007  | Spacewatch                  |
| 632053 | 2007 YB85                | 22 ottobre 2012   | Mount Lemmon Survey         |
| 632054 | 2007 YX87                | 18 dicembre 2007  | Mount Lemmon Survey         |
| 632055 | 2007 YN88                | 1 settembre 2014  | Mount Lemmon Survey         |
| 632056 | 2007 YR90                | 18 dicembre 2007  | Mount Lemmon Survey         |
| 632057 | 2007 YS91                | 30 dicembre 2007  | Spacewatch                  |
| 632058 | 2007 YV93                | 17 dicembre 2007  | Spacewatch                  |
| 632059 | 2007 YW93                | 30 dicembre 2007  | Mount Lemmon Survey         |
| 632060 | 2007 YC95                | 20 dicembre 2007  | Spacewatch                  |
| 632061 | 2007 YC96                | 20 dicembre 2007  | Spacewatch                  |
| 632062 | 2007 YL97                | 31 dicembre 2007  | Spacewatch                  |
| 632063 | 2007 YP98                | 30 dicembre 2007  | Mount Lemmon Survey         |
| 632064 | 2008 AT1                 | 16 dicembre 2007  | Mount Lemmon Survey         |
| 632065 | 2008 AP6                 | 18 maggio 2001    | LINEAR                      |
| 632066 | 2008 AT7                 | 5 dicembre 2007   | Spacewatch                  |
| 632067 | 2008 AT14                | 18 febbraio 2004  | Spacewatch                  |
| 632068 | 2008 AP22                | 10 gennaio 2008   | Mount Lemmon Survey         |
| 632069 | 2008 AU23                | 13 gennaio 2002   | NEAT                        |
| 632070 | 2008 AH27                | 10 gennaio 2008   | Mount Lemmon Survey         |
| 632071 | 2008 AS31                | 11 gennaio 2008   | Spacewatch                  |
| 632072 | 2008 AC38                | 1 luglio 2005     | Spacewatch                  |
| 632073 | 2008 AR39                | 1 aprile 2003     | SDSS Collaboration          |
| 632074 | 2008 AS40                | 10 gennaio 2008   | Mount Lemmon Survey         |
| 632075 | 2008 AP47                | 11 gennaio 2008   | Spacewatch                  |
| 632076 | 2008 AN49                | 31 dicembre 2007  | Spacewatch                  |
| 632077 | 2008 AO50                | 11 gennaio 2008   | Spacewatch                  |
| 632078 | 2008 AJ53                | 21 maggio 2004    | Spacewatch                  |
| 632079 | 2008 AQ53                | 14 dicembre 2007  | Mount Lemmon Survey         |
| 632080 | 2008 AC55                | 30 dicembre 2007  | Spacewatch                  |
| 632081 | 2008 AP60                | 11 gennaio 2008   | Spacewatch                  |
| 632082 | 2008 AR61                | 1 novembre 2006   | Mount Lemmon Survey         |
| 632083 | 2008 AK63                | 2 ottobre 2006    | Mount Lemmon Survey         |
| 632084 | 2008 AA68                | 11 gennaio 2008   | Spacewatch                  |
| 632085 | 2008 AS69                | 30 dicembre 2007  | Spacewatch                  |
| 632086 | 2008 AL70                | 14 settembre 2006 | Spacewatch                  |
| 632087 | 2008 AV73                | 10 gennaio 2008   | Mount Lemmon Survey         |
| 632088 | 2008 AA88                | 6 dicembre 2007   | Spacewatch                  |
| 632089 | 2008 AE91                | 13 gennaio 2008   | Spacewatch                  |
| 632090 | 2008 AV92                | 14 gennaio 2008   | Spacewatch                  |
| 632091 | 2008 AF93                | 1 gennaio 2008    | Spacewatch                  |
| 632092 | 2008 AA99                | 17 marzo 2005     | Mount Lemmon Survey         |
| 632093 | 2008 AU100               | 14 gennaio 2008   | Spacewatch                  |
| 632094 | 2008 AZ100               | 14 gennaio 2008   | Spacewatch                  |
| 632095 | 2008 AM106               | 11 novembre 2007  | Mount Lemmon Survey         |
| 632096 | 2008 AD108               | 16 dicembre 2007  | Spacewatch                  |
| 632097 | 2008 AK109               | 31 dicembre 2007  | Spacewatch                  |
| 632098 | 2008 AL109               | 15 gennaio 2008   | Spacewatch                  |
| 632099 | 2008 AW118               | 6 gennaio 2008    | Osservatorio di Mauna Kea   |
| 632100 | 2008 AN119               | 6 gennaio 2008    | Mauna Kea Obs.              |

## 632101–632200
| Nome   | Designazione provvisoria | Data di scoperta  | Scopritore          |
| ------ | ------------------------ | ----------------- | ------------------- |
| 632101 | 2008 AO122               | 18 gennaio 2008   | Spacewatch          |
| 632102 | 2008 AU131               | 11 gennaio 2008   | Spacewatch          |
| 632103 | 2008 AZ135               | 11 gennaio 2008   | Spacewatch          |
| 632104 | 2008 AG140               | 11 gennaio 2008   | Mount Lemmon Survey |
| 632105 | 2008 AJ140               | 16 aprile 2013    | Pan-STARRS          |
| 632106 | 2008 AM140               | 21 ottobre 2012   | Mount Lemmon Survey |
| 632107 | 2008 AV140               | 1 novembre 2010   | Mount Lemmon Survey |
| 632108 | 2008 AD141               | 2 aprile 2014     | Mount Lemmon Survey |
| 632109 | 2008 AN142               | 15 aprile 2015    | Pan-STARRS          |
| 632110 | 2008 AK144               | 2 gennaio 2017    | Pan-STARRS          |
| 632111 | 2008 AT144               | 11 gennaio 2008   | Mount Lemmon Survey |
| 632112 | 2008 AW146               | 12 gennaio 2008   | Spacewatch          |
| 632113 | 2008 AL150               | 13 gennaio 2008   | Spacewatch          |
| 632114 | 2008 AP151               | 1 gennaio 2008    | Spacewatch          |
| 632115 | 2008 AS152               | 1 gennaio 2008    | Mount Lemmon Survey |
| 632116 | 2008 BX                  | 16 gennaio 2008   | Mount Lemmon Survey |
| 632117 | 2008 BX1                 | 14 dicembre 2007  | Mount Lemmon Survey |
| 632118 | 2008 BL3                 | 8 novembre 2007   | Mount Lemmon Survey |
| 632119 | 2008 BP7                 | 16 gennaio 2008   | Spacewatch          |
| 632120 | 2008 BT7                 | 16 gennaio 2008   | Spacewatch          |
| 632121 | 2008 BL8                 | 16 gennaio 2008   | Spacewatch          |
| 632122 | 2008 BJ13                | 19 gennaio 2008   | Mount Lemmon Survey |
| 632123 | 2008 BN13                | 19 gennaio 2008   | Mount Lemmon Survey |
| 632124 | 2008 BA14                | 11 gennaio 2008   | CSS                 |
| 632125 | 2008 BX16                | 29 gennaio 2008   | D. Healy            |
| 632126 | 2008 BZ26                | 30 gennaio 2008   | Mount Lemmon Survey |
| 632127 | 2008 BO27                | 11 gennaio 2008   | Spacewatch          |
| 632128 | 2008 BK29                | 21 ottobre 2006   | Mount Lemmon Survey |
| 632129 | 2008 BN48                | 20 gennaio 2008   | Mount Lemmon Survey |
| 632130 | 2008 BD52                | 19 gennaio 2008   | Mount Lemmon Survey |
| 632131 | 2008 BQ55                | 30 gennaio 2008   | Mount Lemmon Survey |
| 632132 | 2008 BR56                | 26 settembre 2011 | Mount Lemmon Survey |
| 632133 | 2008 BT58                | 14 marzo 2015     | Pan-STARRS          |
| 632134 | 2008 BE59                | 31 gennaio 2008   | Spacewatch          |
| 632135 | 2008 BE60                | 30 gennaio 2008   | Mount Lemmon Survey |
| 632136 | 2008 BE61                | 18 gennaio 2008   | Mount Lemmon Survey |
| 632137 | 2008 BQ62                | 30 gennaio 2008   | Mount Lemmon Survey |
| 632138 | 2008 CB4                 | 19 novembre 2007  | Mount Lemmon Survey |
| 632139 | 2008 CT7                 | 2 febbraio 2008   | Mount Lemmon Survey |
| 632140 | 2008 CZ9                 | 31 dicembre 2007  | Mount Lemmon Survey |
| 632141 | 2008 CX25                | 6 dicembre 2007   | Spacewatch          |
| 632142 | 2008 CT26                | 13 gennaio 2008   | Spacewatch          |
| 632143 | 2008 CG29                | 2 febbraio 2008   | Spacewatch          |
| 632144 | 2008 CT32                | 2 febbraio 2008   | Spacewatch          |
| 632145 | 2008 CC35                | 2 febbraio 2008   | Spacewatch          |
| 632146 | 2008 CN46                | 2 febbraio 2008   | Spacewatch          |
| 632147 | 2008 CA52                | 27 marzo 2004     | Spacewatch          |
| 632148 | 2008 CO53                | 11 novembre 2007  | Mount Lemmon Survey |
| 632149 | 2008 CK56                | 7 febbraio 2008   | Mount Lemmon Survey |
| 632150 | 2008 CA57                | 7 febbraio 2008   | Mount Lemmon Survey |
| 632151 | 2008 CE58                | 7 febbraio 2008   | Mount Lemmon Survey |
| 632152 | 2008 CQ60                | 7 febbraio 2008   | Mount Lemmon Survey |
| 632153 | 2008 CV61                | 23 aprile 2004    | Spacewatch          |
| 632154 | 2008 CG64                | 8 febbraio 2008   | Mount Lemmon Survey |
| 632155 | 2008 CT70                | 11 novembre 2007  | Mount Lemmon Survey |
| 632156 | 2008 CR75                | 10 gennaio 2008   | Mount Lemmon Survey |
| 632157 | 2008 CS87                | 1 dicembre 2006   | Mount Lemmon Survey |
| 632158 | 2008 CG95                | 8 febbraio 2008   | Mount Lemmon Survey |
| 632159 | 2008 CG97                | 9 febbraio 2008   | Spacewatch          |
| 632160 | 2008 CG98                | 18 marzo 2004     | Spacewatch          |
| 632161 | 2008 CE101               | 19 gennaio 2008   | Mount Lemmon Survey |
| 632162 | 2008 CS101               | 19 ottobre 2006   | Mount Lemmon Survey |
| 632163 | 2008 CS106               | 9 febbraio 2008   | Mount Lemmon Survey |
| 632164 | 2008 CW106               | 9 febbraio 2008   | Mount Lemmon Survey |
| 632165 | 2008 CS107               | 17 dicembre 2007  | Mount Lemmon Survey |
| 632166 | 2008 CF109               | 9 febbraio 2008   | Spacewatch          |
| 632167 | 2008 CW112               | 10 febbraio 2008  | Spacewatch          |
| 632168 | 2008 CF113               | 27 settembre 2006 | Spacewatch          |
| 632169 | 2008 CU118               | 17 agosto 2001    | NEAT                |
| 632170 | 2008 CV118               | 23 dicembre 2001  | Spacewatch          |
| 632171 | 2008 CV121               | 7 febbraio 2008   | CSS                 |
| 632172 | 2008 CX121               | 3 ottobre 2006    | Mount Lemmon Survey |
| 632173 | 2008 CZ123               | 7 febbraio 2008   | Mount Lemmon Survey |
| 632174 | 2008 CM124               | 7 febbraio 2008   | Mount Lemmon Survey |
| 632175 | 2008 CU128               | 19 settembre 2006 | LONEOS              |
| 632176 | 2008 CF129               | 24 settembre 2000 | LONEOS              |
| 632177 | 2008 CN135               | 8 febbraio 2008   | Mount Lemmon Survey |
| 632178 | 2008 CU136               | 8 febbraio 2008   | Mount Lemmon Survey |
| 632179 | 2008 CV152               | 22 novembre 2000  | Spacewatch          |
| 632180 | 2008 CU156               | 23 novembre 2006  | Mount Lemmon Survey |
| 632181 | 2008 CH157               | 9 febbraio 2008   | Spacewatch          |
| 632182 | 2008 CV157               | 29 agosto 2006    | Spacewatch          |
| 632183 | 2008 CJ159               | 19 novembre 2003  | Spacewatch          |
| 632184 | 2008 CK164               | 30 luglio 2005    | NEAT                |
| 632185 | 2008 CM164               | 10 febbraio 2008  | Spacewatch          |
| 632186 | 2008 CA168               | 20 aprile 2004    | Spacewatch          |
| 632187 | 2008 CA169               | 14 settembre 2005 | Spacewatch          |
| 632188 | 2008 CA171               | 12 febbraio 2008  | Mount Lemmon Survey |
| 632189 | 2008 CB171               | 11 novembre 2007  | Mount Lemmon Survey |
| 632190 | 2008 CG172               | 2 febbraio 2008   | Mount Lemmon Survey |
| 632191 | 2008 CE173               | 13 febbraio 2008  | Spacewatch          |
| 632192 | 2008 CF173               | 13 febbraio 2008  | Spacewatch          |
| 632193 | 2008 CN176               | 19 aprile 2005    | Spacewatch          |
| 632194 | 2008 CT179               | 18 novembre 2007  | Mount Lemmon Survey |
| 632195 | 2008 CP189               | 14 febbraio 2008  | CSS                 |
| 632196 | 2008 CB219               | 2 febbraio 2008   | Mount Lemmon Survey |
| 632197 | 2008 CV219               | 27 aprile 2012    | Pan-STARRS          |
| 632198 | 2008 CC220               | 24 agosto 2011    | Pan-STARRS          |
| 632199 | 2008 CL220               | 7 febbraio 2008   | Spacewatch          |
| 632200 | 2008 CU220               | 19 novembre 2015  | Mount Lemmon Survey |

## 632201–632300
| Nome   | Designazione provvisoria | Data di scoperta  | Scopritore          |
| ------ | ------------------------ | ----------------- | ------------------- |
| 632201 | 2008 CA221               | 28 luglio 2014    | Pan-STARRS          |
| 632202 | 2008 CK221               | 9 febbraio 2008   | Spacewatch          |
| 632203 | 2008 CZ221               | 4 gennaio 2014    | Pan-STARRS          |
| 632204 | 2008 CJ222               | 13 febbraio 2008  | Mount Lemmon Survey |
| 632205 | 2008 CL222               | 8 novembre 2007   | Spacewatch          |
| 632206 | 2008 CY222               | 17 gennaio 2008   | Spacewatch          |
| 632207 | 2008 CB223               | 10 febbraio 2008  | Mount Lemmon Survey |
| 632208 | 2008 CD224               | 10 febbraio 2008  | Spacewatch          |
| 632209 | 2008 CL225               | 7 febbraio 2008   | Mount Lemmon Survey |
| 632210 | 2008 CF226               | 31 dicembre 2011  | Mount Lemmon Survey |
| 632211 | 2008 CM228               | 6 novembre 2015   | ESA OGS             |
| 632212 | 2008 CB229               | 26 gennaio 2012   | Mount Lemmon Survey |
| 632213 | 2008 CG229               | 9 febbraio 2008   | CSS                 |
| 632214 | 2008 CQ229               | 13 febbraio 2008  | Mount Lemmon Survey |
| 632215 | 2008 CM231               | 12 febbraio 2008  | Mount Lemmon Survey |
| 632216 | 2008 CY236               | 20 agosto 2014    | Pan-STARRS          |
| 632217 | 2008 CG237               | 8 giugno 2016     | Pan-STARRS          |
| 632218 | 2008 CC238               | 9 febbraio 2008   | Mount Lemmon Survey |
| 632219 | 2008 CY240               | 10 febbraio 2008  | Spacewatch          |
| 632220 | 2008 CB244               | 10 febbraio 2008  | Mount Lemmon Survey |
| 632221 | 2008 CX244               | 2 febbraio 2008   | Mount Lemmon Survey |
| 632222 | 2008 CZ244               | 12 febbraio 2008  | Mount Lemmon Survey |
| 632223 | 2008 DR8                 | 13 giugno 2004    | Spacewatch          |
| 632224 | 2008 DW12                | 11 gennaio 2008   | Mount Lemmon Survey |
| 632225 | 2008 DJ13                | 26 febbraio 2008  | Spacewatch          |
| 632226 | 2008 DZ16                | 20 novembre 2007  | Mount Lemmon Survey |
| 632227 | 2008 DW20                | 12 settembre 2002 | NEAT                |
| 632228 | 2008 DH22                | 8 febbraio 2008   | Mount Lemmon Survey |
| 632229 | 2008 DU28                | 26 febbraio 2008  | Spacewatch          |
| 632230 | 2008 DQ29                | 10 gennaio 2008   | Spacewatch          |
| 632231 | 2008 DX29                | 26 febbraio 2008  | Mount Lemmon Survey |
| 632232 | 2008 DP30                | 12 gennaio 2008   | Spacewatch          |
| 632233 | 2008 DJ32                | 2 febbraio 2008   | Mount Lemmon Survey |
| 632234 | 2008 DH35                | 28 settembre 2006 | Spacewatch          |
| 632235 | 2008 DJ39                | 29 agosto 2006    | Spacewatch          |
| 632236 | 2008 DR40                | 27 febbraio 2008  | Spacewatch          |
| 632237 | 2008 DV49                | 19 novembre 2006  | Spacewatch          |
| 632238 | 2008 DJ50                | 29 febbraio 2008  | Mount Lemmon Survey |
| 632239 | 2008 DT51                | 19 gennaio 2008   | Mount Lemmon Survey |
| 632240 | 2008 DD58                | 12 novembre 2001  | SDSS Collaboration  |
| 632241 | 2008 DL64                | 13 febbraio 2008  | Spacewatch          |
| 632242 | 2008 DE71                | 29 febbraio 2008  | CSS                 |
| 632243 | 2008 DF90                | 28 febbraio 2008  | Spacewatch          |
| 632244 | 2008 DZ90                | 18 febbraio 2008  | Mount Lemmon Survey |
| 632245 | 2008 DA96                | 28 febbraio 2008  | Mount Lemmon Survey |
| 632246 | 2008 DF96                | 28 febbraio 2008  | Mount Lemmon Survey |
| 632247 | 2008 DX97                | 28 febbraio 2008  | Spacewatch          |
| 632248 | 2008 EZ3                 | 1 marzo 2008      | Mount Lemmon Survey |
| 632249 | 2008 EU10                | 1 marzo 2008      | Spacewatch          |
| 632250 | 2008 EZ19                | 2 marzo 2008      | Spacewatch          |
| 632251 | 2008 EN24                | 3 marzo 2008      | Mount Lemmon Survey |
| 632252 | 2008 EW24                | 3 marzo 2008      | Mount Lemmon Survey |
| 632253 | 2008 EA25                | 3 marzo 2008      | Mount Lemmon Survey |
| 632254 | 2008 EL30                | 24 febbraio 2008  | Spacewatch          |
| 632255 | 2008 EY30                | 5 marzo 2008      | Mount Lemmon Survey |
| 632256 | 2008 EP31                | 27 ottobre 2006   | Mount Lemmon Survey |
| 632257 | 2008 ED33                | 1 marzo 2008      | Spacewatch          |
| 632258 | 2008 EK37                | 19 novembre 2007  | Mount Lemmon Survey |
| 632259 | 2008 ET37                | 14 aprile 2004    | Spacewatch          |
| 632260 | 2008 EJ41                | 12 dicembre 2006  | Spacewatch          |
| 632261 | 2008 EN45                | 5 marzo 2008      | Mount Lemmon Survey |
| 632262 | 2008 EO53                | 6 marzo 2008      | Mount Lemmon Survey |
| 632263 | 2008 EU53                | 6 marzo 2008      | Mount Lemmon Survey |
| 632264 | 2008 EJ54                | 3 ottobre 2006    | Mount Lemmon Survey |
| 632265 | 2008 EG55                | 6 marzo 2008      | Mount Lemmon Survey |
| 632266 | 2008 EW58                | 11 gennaio 2008   | Osservatorio Lulin  |
| 632267 | 2008 EJ59                | 8 marzo 2008      | Mount Lemmon Survey |
| 632268 | 2008 EP60                | 8 marzo 2008      | Mount Lemmon Survey |
| 632269 | 2008 EG63                | 19 novembre 2003  | Spacewatch          |
| 632270 | 2008 EV63                | 9 marzo 2008      | Spacewatch          |
| 632271 | 2008 ES66                | 9 marzo 2008      | Mount Lemmon Survey |
| 632272 | 2008 EV66                | 9 marzo 2008      | Mount Lemmon Survey |
| 632273 | 2008 EN71                | 1 novembre 2006   | Mount Lemmon Survey |
| 632274 | 2008 ER72                | 6 marzo 2008      | Mount Lemmon Survey |
| 632275 | 2008 EF75                | 20 aprile 2004    | Spacewatch          |
| 632276 | 2008 ES78                | 11 ottobre 2006   | NEAT                |
| 632277 | 2008 EM80                | 12 febbraio 2008  | Mount Lemmon Survey |
| 632278 | 2008 EM81                | 26 aprile 2004    | Spacewatch          |
| 632279 | 2008 EF84                | 12 marzo 2008     | Spacewatch          |
| 632280 | 2008 EU89                | 1 marzo 2008      | Spacewatch          |
| 632281 | 2008 EZ91                | 23 dicembre 2000  | SDSS Collaboration  |
| 632282 | 2008 EB94                | 4 marzo 2008      | CSS                 |
| 632283 | 2008 EQ95                | 28 settembre 2006 | Spacewatch          |
| 632284 | 2008 EQ96                | 8 febbraio 2008   | Spacewatch          |
| 632285 | 2008 EG97                | 8 marzo 2008      | Mount Lemmon Survey |
| 632286 | 2008 EY98                | 20 novembre 2003  | Spacewatch          |
| 632287 | 2008 EY100               | 7 marzo 2008      | Mount Nyukasa Stn.  |
| 632288 | 2008 ES101               | 2 febbraio 2008   | Spacewatch          |
| 632289 | 2008 EB104               | 30 gennaio 2004   | Spacewatch          |
| 632290 | 2008 EM106               | 6 marzo 2008      | Mount Lemmon Survey |
| 632291 | 2008 EK110               | 21 settembre 2003 | Spacewatch          |
| 632292 | 2008 EB115               | 8 marzo 2008      | Spacewatch          |
| 632293 | 2008 EQ115               | 8 marzo 2008      | Mount Lemmon Survey |
| 632294 | 2008 EN129               | 29 febbraio 2008  | Spacewatch          |
| 632295 | 2008 EZ130               | 11 marzo 2008     | Spacewatch          |
| 632296 | 2008 EE131               | 12 febbraio 2008  | Mount Lemmon Survey |
| 632297 | 2008 EX143               | 28 settembre 2006 | Spacewatch          |
| 632298 | 2008 EA144               | 8 marzo 2008      | Mount Lemmon Survey |
| 632299 | 2008 EQ144               | 15 marzo 2008     | Spacewatch          |
| 632300 | 2008 EZ149               | 6 marzo 2008      | Spacewatch          |

## 632301–632400
| Nome   | Designazione provvisoria | Data di scoperta  | Scopritore               |
| ------ | ------------------------ | ----------------- | ------------------------ |
| 632301 | 2008 EP159               | 4 settembre 2011  | Pan-STARRS               |
| 632302 | 2008 EE161               | 6 marzo 2008      | Spacewatch               |
| 632303 | 2008 EQ170               | 10 gennaio 2008   | Spacewatch               |
| 632304 | 2008 EF172               | 6 marzo 2008      | Mount Lemmon Survey      |
| 632305 | 2008 EN172               | 10 marzo 2008     | Spacewatch               |
| 632306 | 2008 EC173               | 12 settembre 2013 | CSS                      |
| 632307 | 2008 EH173               | 25 settembre 2011 | Pan-STARRS               |
| 632308 | 2008 ER173               | 3 dicembre 2012   | Mount Lemmon Survey      |
| 632309 | 2008 EE174               | 28 novembre 2013  | Mount Lemmon Survey      |
| 632310 | 2008 EN174               | 15 maggio 2013    | Pan-STARRS               |
| 632311 | 2008 EX174               | 18 gennaio 2012   | Mount Lemmon Survey      |
| 632312 | 2008 EM175               | 19 settembre 2011 | Pan-STARRS               |
| 632313 | 2008 EQ175               | 1 marzo 2008      | Spacewatch               |
| 632314 | 2008 EZ176               | 16 aprile 2013    | Pan-STARRS               |
| 632315 | 2008 EF179               | 16 aprile 2013    | CTIO-DECam               |
| 632316 | 2008 EK181               | 8 maggio 2013     | Pan-STARRS               |
| 632317 | 2008 ET181               | 4 marzo 2008      | CSS                      |
| 632318 | 2008 EE188               | 12 marzo 2008     | Spacewatch               |
| 632319 | 2008 EY189               | 2 marzo 2008      | Mount Lemmon Survey      |
| 632320 | 2008 EB190               | 11 marzo 2008     | Spacewatch               |
| 632321 | 2008 EJ190               | 11 marzo 2008     | Spacewatch               |
| 632322 | 2008 EM191               | 2 marzo 2008      | Spacewatch               |
| 632323 | 2008 EF192               | 12 marzo 2008     | Mount Lemmon Survey      |
| 632324 | 2008 EH197               | 15 marzo 2008     | Mount Lemmon Survey      |
| 632325 | 2008 EK197               | 5 marzo 2008      | Mount Lemmon Survey      |
| 632326 | 2008 FV1                 | 8 luglio 2005     | Spacewatch               |
| 632327 | 2008 FZ5                 | 19 maggio 2005    | Mount Lemmon Survey      |
| 632328 | 2008 FB6                 | 28 marzo 2008     | Osservatorio Jarnac      |
| 632329 | 2008 FX7                 | 25 marzo 2008     | Spacewatch               |
| 632330 | 2008 FA9                 | 26 febbraio 2008  | Mount Lemmon Survey      |
| 632331 | 2008 FM9                 | 30 gennaio 2008   | Mount Lemmon Survey      |
| 632332 | 2008 FC14                | 10 marzo 2008     | Spacewatch               |
| 632333 | 2008 FC20                | 27 marzo 2008     | Mount Lemmon Survey      |
| 632334 | 2008 FH21                | 5 marzo 2008      | Spacewatch               |
| 632335 | 2008 FS21                | 17 dicembre 2006  | W. K. Y. Yeung           |
| 632336 | 2008 FP30                | 7 febbraio 2002   | Spacewatch               |
| 632337 | 2008 FT35                | 28 marzo 2008     | Mount Lemmon Survey      |
| 632338 | 2008 FR36                | 10 ottobre 2002   | NEAT                     |
| 632339 | 2008 FZ38                | 28 marzo 2008     | Spacewatch               |
| 632340 | 2008 FK40                | 4 marzo 2008      | Mount Lemmon Survey      |
| 632341 | 2008 FA46                | 14 febbraio 1999  | Spacewatch               |
| 632342 | 2008 FO46                | 28 marzo 2008     | Mount Lemmon Survey      |
| 632343 | 2008 FX51                | 8 marzo 2008      | Spacewatch               |
| 632344 | 2008 FE62                | 17 settembre 2006 | Spacewatch               |
| 632345 | 2008 FS64                | 14 novembre 2006  | Spacewatch               |
| 632346 | 2008 FH73                | 16 ottobre 2001   | NEAT                     |
| 632347 | 2008 FL75                | 31 agosto 2005    | Spacewatch               |
| 632348 | 2008 FP75                | 31 marzo 2008     | Mount Lemmon Survey      |
| 632349 | 2008 FQ82                | 7 marzo 2008      | Mount Lemmon Survey      |
| 632350 | 2008 FV86                | 5 gennaio 2016    | Pan-STARRS               |
| 632351 | 2008 FU92                | 28 febbraio 2008  | Mount Lemmon Survey      |
| 632352 | 2008 FX94                | 29 marzo 2008     | Spacewatch               |
| 632353 | 2008 FW95                | 22 febbraio 2003  | NEAT                     |
| 632354 | 2008 FJ96                | 5 agosto 2005     | NEAT                     |
| 632355 | 2008 FO101               | 16 dicembre 2006  | Mount Lemmon Survey      |
| 632356 | 2008 FM102               | 9 febbraio 2003   | NEAT                     |
| 632357 | 2008 FJ107               | 2 ottobre 2006    | Mount Lemmon Survey      |
| 632358 | 2008 FM110               | 31 marzo 2008     | Mount Lemmon Survey      |
| 632359 | 2008 FG117               | 31 marzo 2008     | Spacewatch               |
| 632360 | 2008 FX119               | 31 marzo 2008     | Mount Lemmon Survey      |
| 632361 | 2008 FZ119               | 31 marzo 2008     | Mount Lemmon Survey      |
| 632362 | 2008 FW120               | 11 marzo 2008     | Mount Lemmon Survey      |
| 632363 | 2008 FK121               | 15 ottobre 2002   | NEAT                     |
| 632364 | 2008 FK130               | 29 marzo 2008     | Spacewatch               |
| 632365 | 2008 FB133               | 13 novembre 2002  | Spacewatch               |
| 632366 | 2008 FU137               | 31 marzo 2008     | Mount Lemmon Survey      |
| 632367 | 2008 FA139               | 30 marzo 2008     | Spacewatch               |
| 632368 | 2008 FF139               | 15 settembre 2009 | Spacewatch               |
| 632369 | 2008 FG139               | 31 marzo 2008     | Mount Lemmon Survey      |
| 632370 | 2008 FK139               | 29 marzo 2008     | Spacewatch               |
| 632371 | 2008 FM139               | 26 ottobre 2009   | Spacewatch               |
| 632372 | 2008 FS139               | 26 novembre 2013  | Pan-STARRS               |
| 632373 | 2008 FW139               | 29 marzo 2008     | CSS                      |
| 632374 | 2008 FE142               | 4 gennaio 2017    | Pan-STARRS               |
| 632375 | 2008 FW142               | 10 settembre 2016 | Mount Lemmon Survey      |
| 632376 | 2008 FM145               | 12 ottobre 2005   | Spacewatch               |
| 632377 | 2008 FN145               | 30 marzo 2008     | Spacewatch               |
| 632378 | 2008 FL146               | 30 marzo 2008     | Spacewatch               |
| 632379 | 2008 FV148               | 27 marzo 2008     | Mount Lemmon Survey      |
| 632380 | 2008 FS150               | 31 luglio 2000    | M. W. Buie, S. D. Kern   |
| 632381 | 2008 GU2                 | 4 aprile 2008     | D. Healy                 |
| 632382 | 2008 GW8                 | 1 aprile 2008     | Mount Lemmon Survey      |
| 632383 | 2008 GC10                | 1 aprile 2008     | Spacewatch               |
| 632384 | 2008 GQ14                | 17 gennaio 2005   | Spacewatch               |
| 632385 | 2008 GM20                | 4 aprile 2008     | Spacewatch               |
| 632386 | 2008 GC26                | 1 aprile 2008     | Mount Lemmon Survey      |
| 632387 | 2008 GE26                | 1 aprile 2008     | Mount Lemmon Survey      |
| 632388 | 2008 GH30                | 1 marzo 2008      | Spacewatch               |
| 632389 | 2008 GG32                | 24 novembre 2003  | Kitt Peak Obs.           |
| 632390 | 2008 GP33                | 12 marzo 2008     | Spacewatch               |
| 632391 | 2008 GE35                | 30 marzo 2008     | Spacewatch               |
| 632392 | 2008 GH35                | 3 aprile 2008     | Spacewatch               |
| 632393 | 2008 GT37                | 3 aprile 2008     | Spacewatch               |
| 632394 | 2008 GQ44                | 4 aprile 2008     | Mount Lemmon Survey      |
| 632395 | 2008 GO54                | 1 ottobre 2005    | Spacewatch               |
| 632396 | 2008 GK60                | 28 febbraio 2008  | Spacewatch               |
| 632397 | 2008 GD62                | 5 aprile 2008     | Mount Lemmon Survey      |
| 632398 | 2008 GT66                | 29 marzo 2008     | Spacewatch               |
| 632399 | 2008 GR72                | 5 marzo 2008      | Spacewatch               |
| 632400 | 2008 GZ79                | 30 marzo 2003     | M. W. Buie, A. B. Jordan |

## 632401–632500
| Nome   | Designazione provvisoria | Data di scoperta  | Scopritore                          |
| ------ | ------------------------ | ----------------- | ----------------------------------- |
| 632401 | 2008 GX84                | 8 aprile 2008     | Mount Lemmon Survey                 |
| 632402 | 2008 GW86                | 9 aprile 2008     | Mount Lemmon Survey                 |
| 632403 | 2008 GR88                | 26 dicembre 2006  | Spacewatch                          |
| 632404 | 2008 GV91                | 6 aprile 2008     | Mount Lemmon Survey                 |
| 632405 | 2008 GT94                | 11 marzo 2008     | Mount Lemmon Survey                 |
| 632406 | 2008 GN95                | 16 ottobre 2006   | CSS                                 |
| 632407 | 2008 GQ97                | 8 aprile 2008     | Spacewatch                          |
| 632408 | 2008 GG105               | 26 novembre 2003  | Spacewatch                          |
| 632409 | 2008 GM113               | 15 dicembre 2006  | Spacewatch                          |
| 632410 | 2008 GM117               | 3 aprile 2008     | Spacewatch                          |
| 632411 | 2008 GB118               | 11 aprile 2008    | Mount Lemmon Survey                 |
| 632412 | 2008 GF125               | 30 marzo 2008     | Spacewatch                          |
| 632413 | 2008 GK125               | 14 aprile 2008    | Mount Lemmon Survey                 |
| 632414 | 2008 GC126               | 24 marzo 2003     | Spacewatch                          |
| 632415 | 2008 GO127               | 23 marzo 2003     | SDSS Collaboration                  |
| 632416 | 2008 GN132               | 13 aprile 2008    | Mount Lemmon Survey                 |
| 632417 | 2008 GR143               | 9 aprile 2008     | Spacewatch                          |
| 632418 | 2008 GU143               | 14 aprile 2008    | Mount Lemmon Survey                 |
| 632419 | 2008 GY144               | 9 febbraio 2008   | Mount Lemmon Survey                 |
| 632420 | 2008 GK148               | 10 marzo 1999     | Spacewatch                          |
| 632421 | 2008 GU148               | 11 marzo 2008     | Mount Lemmon Survey                 |
| 632422 | 2008 GW148               | 13 febbraio 2008  | Mount Lemmon Survey                 |
| 632423 | 2008 GX148               | 1 ottobre 2005    | Spacewatch                          |
| 632424 | 2008 GM149               | 14 aprile 2008    | Mount Lemmon Survey                 |
| 632425 | 2008 GP150               | 5 aprile 2008     | Mount Lemmon Survey                 |
| 632426 | 2008 GC152               | 17 settembre 2014 | Pan-STARRS                          |
| 632427 | 2008 GX152               | 3 aprile 2008     | Spacewatch                          |
| 632428 | 2008 GL157               | 17 agosto 2009    | Osservatorio astronomico di Maiorca |
| 632429 | 2008 GR157               | 7 marzo 2013      | Mount Lemmon Survey                 |
| 632430 | 2008 GB158               | 7 giugno 2013     | Pan-STARRS                          |
| 632431 | 2008 GU158               | 6 aprile 2008     | Spacewatch                          |
| 632432 | 2008 GH165               | 21 ottobre 2011   | Spacewatch                          |
| 632433 | 2008 GJ165               | 2 dicembre 2010   | Mount Lemmon Survey                 |
| 632434 | 2008 GT167               | 15 aprile 2008    | Mount Lemmon Survey                 |
| 632435 | 2008 GP168               | 15 aprile 2008    | Mount Lemmon Survey                 |
| 632436 | 2008 GT168               | 11 aprile 2008    | Mount Lemmon Survey                 |
| 632437 | 2008 GN169               | 14 aprile 2008    | Mount Lemmon Survey                 |
| 632438 | 2008 GB171               | 6 aprile 2008     | Mount Lemmon Survey                 |
| 632439 | 2008 GQ171               | 6 aprile 2008     | Spacewatch                          |
| 632440 | 2008 GP175               | 9 aprile 2008     | Mount Lemmon Survey                 |
| 632441 | 2008 GH178               | 14 aprile 2008    | Mount Lemmon Survey                 |
| 632442 | 2008 GU178               | 7 aprile 2008     | Spacewatch                          |
| 632443 | 2008 HA                  | 24 aprile 2004    | Spacewatch                          |
| 632444 | 2008 HH14                | 9 aprile 2008     | Spacewatch                          |
| 632445 | 2008 HZ14                | 3 ottobre 2005    | CSS                                 |
| 632446 | 2008 HJ20                | 11 aprile 2008    | Mount Lemmon Survey                 |
| 632447 | 2008 HX20                | 26 aprile 2008    | Spacewatch                          |
| 632448 | 2008 HC23                | 29 marzo 2008     | Mount Lemmon Survey                 |
| 632449 | 2008 HE27                | 12 ottobre 2005   | Spacewatch                          |
| 632450 | 2008 HB29                | 19 settembre 2006 | Spacewatch                          |
| 632451 | 2008 HW29                | 1 aprile 2008     | Mount Lemmon Survey                 |
| 632452 | 2008 HX29                | 27 gennaio 2007   | Mount Lemmon Survey                 |
| 632453 | 2008 HD31                | 19 marzo 2007     | Mount Lemmon Survey                 |
| 632454 | 2008 HD44                | 27 aprile 2008    | Mount Lemmon Survey                 |
| 632455 | 2008 HT45                | 2 ottobre 2006    | Mount Lemmon Survey                 |
| 632456 | 2008 HB48                | 22 agosto 2004    | Spacewatch                          |
| 632457 | 2008 HM49                | 29 aprile 2008    | Mount Lemmon Survey                 |
| 632458 | 2008 HV49                | 29 aprile 2008    | Spacewatch                          |
| 632459 | 2008 HD52                | 29 aprile 2008    | Mount Lemmon Survey                 |
| 632460 | 2008 HF56                | 27 gennaio 2007   | Spacewatch                          |
| 632461 | 2008 HK56                | 4 ottobre 2006    | Mount Lemmon Survey                 |
| 632462 | 2008 HH60                | 28 aprile 2008    | Mount Lemmon Survey                 |
| 632463 | 2008 HR61                | 30 aprile 2008    | Mount Lemmon Survey                 |
| 632464 | 2008 HE71                | 3 aprile 2008     | Spacewatch                          |
| 632465 | 2008 HH71                | 30 settembre 2014 | Spacewatch                          |
| 632466 | 2008 HJ72                | 13 ottobre 2013   | Mount Lemmon Survey                 |
| 632467 | 2008 HT72                | 14 febbraio 2012  | Pan-STARRS                          |
| 632468 | 2008 HZ72                | 30 aprile 2008    | Mount Lemmon Survey                 |
| 632469 | 2008 HC74                | 28 aprile 2008    | Mount Lemmon Survey                 |
| 632470 | 2008 HE76                | 28 aprile 2008    | Spacewatch                          |
| 632471 | 2008 JX3                 | 16 aprile 2008    | Mount Lemmon Survey                 |
| 632472 | 2008 JC11                | 3 maggio 2008     | Spacewatch                          |
| 632473 | 2008 JB20                | 2 maggio 2008     | Spacewatch                          |
| 632474 | 2008 JB23                | 7 maggio 2008     | Spacewatch                          |
| 632475 | 2008 JA39                | 18 gennaio 2004   | NEAT                                |
| 632476 | 2008 JG41                | 21 febbraio 2007  | Spacewatch                          |
| 632477 | 2008 JG43                | 30 gennaio 2011   | Mount Lemmon Survey                 |
| 632478 | 2008 JJ43                | 2 ottobre 2009    | Mount Lemmon Survey                 |
| 632479 | 2008 JJ44                | 1 novembre 2010   | Spacewatch                          |
| 632480 | 2008 JW49                | 5 maggio 2008     | Mount Lemmon Survey                 |
| 632481 | 2008 JR50                | 8 maggio 2008     | Mount Lemmon Survey                 |
| 632482 | 2008 KG                  | 31 marzo 2008     | Mount Lemmon Survey                 |
| 632483 | 2008 KJ2                 | 27 maggio 2008    | Spacewatch                          |
| 632484 | 2008 KQ11                | 25 maggio 2008    | J. Bedient                          |
| 632485 | 2008 KL12                | 17 novembre 2001  | Spacewatch                          |
| 632486 | 2008 KH17                | 23 febbraio 2007  | Spacewatch                          |
| 632487 | 2008 KO17                | 4 dicembre 2005   | Mount Lemmon Survey                 |
| 632488 | 2008 KQ18                | 4 febbraio 2005   | Mount Lemmon Survey                 |
| 632489 | 2008 KM19                | 4 aprile 2008     | Spacewatch                          |
| 632490 | 2008 KC20                | 28 maggio 2008    | Mount Lemmon Survey                 |
| 632491 | 2008 KL20                | 8 maggio 2008     | Spacewatch                          |
| 632492 | 2008 KO20                | 8 maggio 2008     | Spacewatch                          |
| 632493 | 2008 KO21                | 28 maggio 2008    | Mount Lemmon Survey                 |
| 632494 | 2008 KS23                | 28 maggio 2008    | Spacewatch                          |
| 632495 | 2008 KT23                | 3 aprile 2008     | Mount Lemmon Survey                 |
| 632496 | 2008 KR25                | 29 maggio 2008    | Mount Lemmon Survey                 |
| 632497 | 2008 KY26                | 15 aprile 2008    | Mount Lemmon Survey                 |
| 632498 | 2008 KV27                | 2 maggio 2008     | Mount Lemmon Survey                 |
| 632499 | 2008 KT31                | 5 maggio 2008     | Spacewatch                          |
| 632500 | 2008 KS32                | 29 maggio 2008    | Mount Lemmon Survey                 |

## 632501–632600
| Nome   | Designazione provvisoria | Data di scoperta  | Scopritore                          |
| ------ | ------------------------ | ----------------- | ----------------------------------- |
| 632501 | 2008 KU34                | 29 maggio 2008    | Mount Lemmon Survey                 |
| 632502 | 2008 KU41                | 31 maggio 2008    | Spacewatch                          |
| 632503 | 2008 KR43                | 1 novembre 2013   | Mount Lemmon Survey                 |
| 632504 | 2008 KW43                | 29 dicembre 2011  | CSS                                 |
| 632505 | 2008 KE45                | 3 febbraio 2012   | Mount Lemmon Survey                 |
| 632506 | 2008 KW45                | 1 luglio 2013     | Pan-STARRS                          |
| 632507 | 2008 KE47                | 28 gennaio 2016   | Mount Lemmon Survey                 |
| 632508 | 2008 KX48                | 26 maggio 2008    | Spacewatch                          |
| 632509 | 2008 LT6                 | 29 settembre 2005 | Mount Lemmon Survey                 |
| 632510 | 2008 LO8                 | 25 febbraio 2007  | Mount Lemmon Survey                 |
| 632511 | 2008 LQ9                 | 27 gennaio 2007   | Mount Lemmon Survey                 |
| 632512 | 2008 LD17                | 30 aprile 2008    | Mount Lemmon Survey                 |
| 632513 | 2008 LL21                | 9 giugno 2008     | Spacewatch                          |
| 632514 | 2008 MS3                 | 30 giugno 2008    | Spacewatch                          |
| 632515 | 2008 NP                  | 1 luglio 2008     | Spacewatch                          |
| 632516 | 2008 NH1                 | 24 ottobre 2005   | Osservatorio di Mauna Kea           |
| 632517 | 2008 NG2                 | 21 gennaio 2002   | Spacewatch                          |
| 632518 | 2008 NV5                 | 3 luglio 2008     | Mount Lemmon Survey                 |
| 632519 | 2008 OP3                 | 16 marzo 2004     | Spacewatch                          |
| 632520 | 2008 OS5                 | 27 luglio 2008    | F. Kugel                            |
| 632521 | 2008 OD10                | 10 luglio 2008    | J. Skvarč                           |
| 632522 | 2008 OR16                | 28 luglio 2008    | Mount Lemmon Survey                 |
| 632523 | 2008 OQ26                | 14 luglio 2013    | Pan-STARRS                          |
| 632524 | 2008 OH28                | 2 luglio 2008     | Spacewatch                          |
| 632525 | 2008 OG30                | 13 marzo 2016     | Pan-STARRS                          |
| 632526 | 2008 OF31                | 30 luglio 2008    | Spacewatch                          |
| 632527 | 2008 PB6                 | 15 ottobre 2004   | Mount Lemmon Survey                 |
| 632528 | 2008 PC7                 | 1 agosto 2008     | W. Bickel                           |
| 632529 | 2008 PE10                | 26 luglio 2003    | CINEOS                              |
| 632530 | 2008 PE15                | 30 luglio 2008    | Mount Lemmon Survey                 |
| 632531 | 2008 PK17                | 19 novembre 2009  | Spacewatch                          |
| 632532 | 2008 PM17                | 11 agosto 2008    | J. Skvarč                           |
| 632533 | 2008 PF23                | 2 agosto 2008     | SSS                                 |
| 632534 | 2008 QB2                 | 3 agosto 2008     | P. Sogorb                           |
| 632535 | 2008 QN2                 | 23 agosto 2008    | N. Teamo                            |
| 632536 | 2008 QQ3                 | 24 agosto 2008    | K. Sárneczky                        |
| 632537 | 2008 QV8                 | 25 agosto 2008    | F. Kugel                            |
| 632538 | 2008 QZ8                 | 21 agosto 2008    | Spacewatch                          |
| 632539 | 2008 QL9                 | 25 agosto 2008    | Osservatorio astronomico di Maiorca |
| 632540 | 2008 QB17                | 26 agosto 2008    | OAM Obs.                            |
| 632541 | 2008 QK19                | 23 agosto 2008    | R. A. Tucker                        |
| 632542 | 2008 QE25                | 25 agosto 2008    | D. Kyrylenko, Y. Ivaščenko          |
| 632543 | 2008 QS32                | 4 agosto 2008     | SSS                                 |
| 632544 | 2008 QB36                | 21 agosto 2008    | Spacewatch                          |
| 632545 | 2008 QY37                | 24 luglio 2003    | NEAT                                |
| 632546 | 2008 QY50                | 29 luglio 2008    | Spacewatch                          |
| 632547 | 2008 QU51                | 24 agosto 2008    | Spacewatch                          |
| 632548 | 2008 RG3                 | 2 settembre 2008  | Spacewatch                          |
| 632549 | 2008 RB6                 | 4 ottobre 2003    | Spacewatch                          |
| 632550 | 2008 RH7                 | 20 novembre 2004  | Spacewatch                          |
| 632551 | 2008 RO13                | 4 settembre 2008  | Spacewatch                          |
| 632552 | 2008 RX13                | 24 agosto 2008    | Spacewatch                          |
| 632553 | 2008 RF18                | 4 settembre 2008  | Spacewatch                          |
| 632554 | 2008 RG21                | 4 settembre 2008  | Spacewatch                          |
| 632555 | 2008 RO25                | 4 settembre 2008  | R. A. Tucker                        |
| 632556 | 2008 RO27                | 8 settembre 2008  | F. Kugel                            |
| 632557 | 2008 RR43                | 2 settembre 2008  | Spacewatch                          |
| 632558 | 2008 RM48                | 25 gennaio 2006   | Spacewatch                          |
| 632559 | 2008 RV50                | 3 settembre 2008  | Spacewatch                          |
| 632560 | 2008 RB51                | 19 novembre 2004  | Spacewatch                          |
| 632561 | 2008 RF51                | 3 settembre 2008  | Spacewatch                          |
| 632562 | 2008 RT55                | 3 settembre 2008  | Spacewatch                          |
| 632563 | 2008 RU58                | 24 ottobre 2003   | Spacewatch                          |
| 632564 | 2008 RH68                | 4 settembre 2008  | Spacewatch                          |
| 632565 | 2008 RR71                | 26 agosto 2003    | Cerro Tololo Obs.                   |
| 632566 | 2008 RF74                | 6 settembre 2008  | CSS                                 |
| 632567 | 2008 RM75                | 6 settembre 2008  | Mount Lemmon Survey                 |
| 632568 | 2008 RX76                | 27 settembre 1994 | Spacewatch                          |
| 632569 | 2008 RN83                | 1 maggio 2006     | D. E. Trilling                      |
| 632570 | 2008 RH86                | 5 settembre 2008  | Spacewatch                          |
| 632571 | 2008 RE97                | 7 settembre 2008  | Mount Lemmon Survey                 |
| 632572 | 2008 RA128               | 6 settembre 2008  | Spacewatch                          |
| 632573 | 2008 RR134               | 5 settembre 2008  | Spacewatch                          |
| 632574 | 2008 RT146               | 2 settembre 2008  | Spacewatch                          |
| 632575 | 2008 RT147               | 26 marzo 2006     | Mount Lemmon Survey                 |
| 632576 | 2008 RV147               | 22 ottobre 2003   | Spacewatch                          |
| 632577 | 2008 RS149               | 15 settembre 2009 | Spacewatch                          |
| 632578 | 2008 RC150               | 2 ottobre 2010    | Mount Lemmon Survey                 |
| 632579 | 2008 RD150               | 5 settembre 2008  | Spacewatch                          |
| 632580 | 2008 RO153               | 6 settembre 2008  | Mount Lemmon Survey                 |
| 632581 | 2008 RH167               | 3 settembre 2008  | Spacewatch                          |
| 632582 | 2008 RX168               | 18 dicembre 2004  | Spacewatch                          |
| 632583 | 2008 RB169               | 2 settembre 2008  | Spacewatch                          |
| 632584 | 2008 RD174               | 9 settembre 2008  | Mount Lemmon Survey                 |
| 632585 | 2008 RR174               | 5 settembre 2008  | Spacewatch                          |
| 632586 | 2008 RA176               | 5 settembre 2008  | Spacewatch                          |
| 632587 | 2008 RT178               | 9 settembre 2008  | Mount Lemmon Survey                 |
| 632588 | 2008 RZ181               | 6 settembre 2008  | Mount Lemmon Survey                 |
| 632589 | 2008 SX6                 | 25 agosto 2001    | NEAT                                |
| 632590 | 2008 SK14                | 29 luglio 2008    | Spacewatch                          |
| 632591 | 2008 SJ17                | 19 settembre 2008 | Spacewatch                          |
| 632592 | 2008 SC24                | 6 settembre 2008  | Mount Lemmon Survey                 |
| 632593 | 2008 SS27                | 10 settembre 2008 | Spacewatch                          |
| 632594 | 2008 SF49                | 20 settembre 2008 | Mount Lemmon Survey                 |
| 632595 | 2008 SM49                | 2 settembre 2008  | Spacewatch                          |
| 632596 | 2008 SB70                | 22 settembre 2008 | Mount Lemmon Survey                 |
| 632597 | 2008 SM76                | 23 settembre 2008 | Mount Lemmon Survey                 |
| 632598 | 2008 SU76                | 1 aprile 2003     | NEAT                                |
| 632599 | 2008 SS82                | 26 settembre 2008 | D. T. Durig                         |
| 632600 | 2008 SO92                | 31 gennaio 1995   | Spacewatch                          |

## 632601–632700
| Nome   | Designazione provvisoria | Data di scoperta  | Scopritore               |
| ------ | ------------------------ | ----------------- | ------------------------ |
| 632601 | 2008 SZ108               | 26 agosto 2003    | H. Mikuž                 |
| 632602 | 2008 SJ111               | 22 settembre 2008 | Spacewatch               |
| 632603 | 2008 SK121               | 22 settembre 2008 | Mount Lemmon Survey      |
| 632604 | 2008 ST123               | 11 marzo 2005     | Mount Lemmon Survey      |
| 632605 | 2008 SL133               | 23 settembre 2008 | Spacewatch               |
| 632606 | 2008 SG135               | 4 febbraio 2006   | Spacewatch               |
| 632607 | 2008 SL144               | 4 giugno 2005     | D. E. Trilling           |
| 632608 | 2008 SA147               | 9 settembre 2008  | Spacewatch               |
| 632609 | 2008 SH151               | 15 novembre 2003  | Spacewatch               |
| 632610 | 2008 SD169               | 3 settembre 2008  | Spacewatch               |
| 632611 | 2008 SO182               | 1 ottobre 2003    | Spacewatch               |
| 632612 | 2008 SD188               | 21 settembre 2008 | Spacewatch               |
| 632613 | 2008 SH199               | 17 febbraio 2007  | CSS                      |
| 632614 | 2008 SH200               | 26 settembre 2008 | Spacewatch               |
| 632615 | 2008 SZ205               | 16 marzo 2007     | Spacewatch               |
| 632616 | 2008 SX209               | 28 settembre 2008 | Mount Lemmon Survey      |
| 632617 | 2008 SE213               | 16 settembre 2003 | Spacewatch               |
| 632618 | 2008 SH219               | 1 ottobre 2008    | Mount Lemmon Survey      |
| 632619 | 2008 SV227               | 28 settembre 2008 | Mount Lemmon Survey      |
| 632620 | 2008 SZ227               | 16 marzo 2007     | Spacewatch               |
| 632621 | 2008 SO228               | 28 settembre 2008 | Mount Lemmon Survey      |
| 632622 | 2008 SD235               | 28 settembre 2008 | Mount Lemmon Survey      |
| 632623 | 2008 SX237               | 21 agosto 2001    | Spacewatch               |
| 632624 | 2008 SV238               | 29 settembre 2008 | Mount Lemmon Survey      |
| 632625 | 2008 SL265               | 28 settembre 2008 | Mount Lemmon Survey      |
| 632626 | 2008 SL298               | 21 settembre 2008 | CSS                      |
| 632627 | 2008 SL310               | 21 settembre 2003 | NEAT                     |
| 632628 | 2008 SB311               | 17 novembre 2004  | CINEOS                   |
| 632629 | 2008 SS312               | 22 settembre 2008 | Mount Lemmon Survey      |
| 632630 | 2008 SK313               | 27 settembre 2008 | Mount Lemmon Survey      |
| 632631 | 2008 SQ313               | 24 settembre 2008 | Mount Lemmon Survey      |
| 632632 | 2008 SO315               | 28 settembre 2008 | Mount Lemmon Survey      |
| 632633 | 2008 ST315               | 22 settembre 2008 | CSS                      |
| 632634 | 2008 SC317               | 25 ottobre 2012   | Mount Lemmon Survey      |
| 632635 | 2008 SZ324               | 16 gennaio 2015   | Pan-STARRS               |
| 632636 | 2008 SK336               | 5 aprile 2016     | Pan-STARRS               |
| 632637 | 2008 SP336               | 1 giugno 2012     | Mount Lemmon Survey      |
| 632638 | 2008 SS340               | 29 settembre 2008 | Mount Lemmon Survey      |
| 632639 | 2008 SB344               | 25 settembre 2008 | Spacewatch               |
| 632640 | 2008 SA346               | 20 settembre 2008 | Mount Lemmon Survey      |
| 632641 | 2008 SO346               | 22 settembre 2008 | Spacewatch               |
| 632642 | 2008 SS348               | 29 settembre 2008 | Mount Lemmon Survey      |
| 632643 | 2008 SR359               | 28 dicembre 2005  | Mount Lemmon Survey      |
| 632644 | 2008 SH360               | 23 settembre 2008 | Mount Lemmon Survey      |
| 632645 | 2008 TT14                | 18 marzo 1996     | Spacewatch               |
| 632646 | 2008 TZ24                | 31 marzo 2016     | Pan-STARRS               |
| 632647 | 2008 TD30                | 9 aprile 2002     | M. W. Buie, A. B. Jordan |
| 632648 | 2008 TQ35                | 1 ottobre 2008    | Mount Lemmon Survey      |
| 632649 | 2008 TA44                | 21 settembre 2004 | LINEAR                   |
| 632650 | 2008 TR50                | 29 settembre 2003 | Spacewatch               |
| 632651 | 2008 TP56                | 2 ottobre 2008    | Spacewatch               |
| 632652 | 2008 TL71                | 2 ottobre 2008    | Spacewatch               |
| 632653 | 2008 TJ78                | 2 ottobre 2008    | Mount Lemmon Survey      |
| 632654 | 2008 TJ79                | 23 settembre 2008 | Mount Lemmon Survey      |
| 632655 | 2008 TD81                | 8 aprile 2002     | Spacewatch               |
| 632656 | 2008 TK83                | 25 settembre 2008 | Spacewatch               |
| 632657 | 2008 TD110               | 6 ottobre 2008    | Mount Lemmon Survey      |
| 632658 | 2008 TK125               | 8 ottobre 2008    | Mount Lemmon Survey      |
| 632659 | 2008 TN126               | 23 settembre 2008 | Spacewatch               |
| 632660 | 2008 TJ133               | 8 ottobre 2008    | Mount Lemmon Survey      |
| 632661 | 2008 TT136               | 8 ottobre 2008    | Spacewatch               |
| 632662 | 2008 TZ138               | 9 marzo 1997      | Spacewatch               |
| 632663 | 2008 TA141               | 9 ottobre 2008    | Mount Lemmon Survey      |
| 632664 | 2008 TN141               | 2 ottobre 2008    | Mount Lemmon Survey      |
| 632665 | 2008 TS141               | 24 febbraio 2006  | Spacewatch               |
| 632666 | 2008 TE155               | 9 ottobre 2008    | Mount Lemmon Survey      |
| 632667 | 2008 TH155               | 9 ottobre 2008    | Mount Lemmon Survey      |
| 632668 | 2008 TS167               | 20 settembre 2008 | Spacewatch               |
| 632669 | 2008 TK169               | 7 ottobre 2008    | Spacewatch               |
| 632670 | 2008 TL176               | 9 marzo 2005      | Mount Lemmon Survey      |
| 632671 | 2008 TN176               | 8 dicembre 2005   | Spacewatch               |
| 632672 | 2008 TZ178               | 1 ottobre 2008    | CSS                      |
| 632673 | 2008 TM187               | 19 novembre 2003  | Spacewatch               |
| 632674 | 2008 TL193               | 8 ottobre 2008    | Mount Lemmon Survey      |
| 632675 | 2008 TJ194               | 6 settembre 2008  | Spacewatch               |
| 632676 | 2008 TK194               | 3 ottobre 2008    | Mount Lemmon Survey      |
| 632677 | 2008 TA196               | 4 gennaio 2014    | Mount Lemmon Survey      |
| 632678 | 2008 TN211               | 10 ottobre 2008   | Mount Lemmon Survey      |
| 632679 | 2008 TL213               | 26 maggio 2011    | Mount Lemmon Survey      |
| 632680 | 2008 TU216               | 1 ottobre 2008    | Mount Lemmon Survey      |
| 632681 | 2008 TW217               | 6 ottobre 2008    | Spacewatch               |
| 632682 | 2008 TX217               | 8 ottobre 2008    | Mount Lemmon Survey      |
| 632683 | 2008 TC219               | 7 ottobre 2008    | Spacewatch               |
| 632684 | 2008 TU220               | 8 ottobre 2008    | Mount Lemmon Survey      |
| 632685 | 2008 TB227               | 8 ottobre 2008    | Mount Lemmon Survey      |
| 632686 | 2008 TK230               | 7 ottobre 2008    | Mount Lemmon Survey      |
| 632687 | 2008 UF9                 | 6 ottobre 1997    | Spacewatch               |
| 632688 | 2008 UK20                | 22 settembre 2008 | Mount Lemmon Survey      |
| 632689 | 2008 UK23                | 10 ottobre 2008   | Mount Lemmon Survey      |
| 632690 | 2008 UR39                | 15 ottobre 2004   | Mount Lemmon Survey      |
| 632691 | 2008 UN44                | 20 ottobre 2008   | Mount Lemmon Survey      |
| 632692 | 2008 UE45                | 3 ottobre 2008    | Spacewatch               |
| 632693 | 2008 UO46                | 20 ottobre 2008   | Spacewatch               |
| 632694 | 2008 UE50                | 22 agosto 2004    | Spacewatch               |
| 632695 | 2008 UY51                | 20 ottobre 2008   | Mount Lemmon Survey      |
| 632696 | 2008 UO64                | 19 aprile 2007    | Mount Lemmon Survey      |
| 632697 | 2008 UX65                | 21 ottobre 2008   | Spacewatch               |
| 632698 | 2008 UQ72                | 12 settembre 2002 | NEAT                     |
| 632699 | 2008 UY81                | 22 settembre 2008 | Spacewatch               |
| 632700 | 2008 UE88                | 26 settembre 2008 | Spacewatch               |

## 632701–632800
| Nome   | Designazione provvisoria | Data di scoperta  | Scopritore                |
| ------ | ------------------------ | ----------------- | ------------------------- |
| 632701 | 2008 UA110               | 22 ottobre 2008   | Spacewatch                |
| 632702 | 2008 UU128               | 23 ottobre 2008   | Spacewatch                |
| 632703 | 2008 UY128               | 10 ottobre 2008   | Mount Lemmon Survey       |
| 632704 | 2008 US132               | 4 maggio 2006     | Spacewatch                |
| 632705 | 2008 UH133               | 23 ottobre 2008   | Spacewatch                |
| 632706 | 2008 UV135               | 1 ottobre 2008    | Mount Lemmon Survey       |
| 632707 | 2008 UE139               | 23 ottobre 2008   | Spacewatch                |
| 632708 | 2008 UY142               | 28 settembre 2003 | Spacewatch                |
| 632709 | 2008 UT151               | 23 ottobre 2008   | Mount Lemmon Survey       |
| 632710 | 2008 UL153               | 23 ottobre 2008   | Mount Lemmon Survey       |
| 632711 | 2008 UK159               | 9 febbraio 2005   | Spacewatch                |
| 632712 | 2008 UE162               | 18 novembre 2003  | Spacewatch                |
| 632713 | 2008 UC178               | 22 settembre 2008 | Spacewatch                |
| 632714 | 2008 UD182               | 29 settembre 2008 | Spacewatch                |
| 632715 | 2008 UH195               | 26 ottobre 2008   | Mount Lemmon Survey       |
| 632716 | 2008 UL213               | 24 ottobre 2008   | CSS                       |
| 632717 | 2008 UK215               | 11 settembre 2002 | NEAT                      |
| 632718 | 2008 UB217               | 4 settembre 2008  | Spacewatch                |
| 632719 | 2008 UH232               | 20 settembre 2003 | Spacewatch                |
| 632720 | 2008 UN235               | 26 ottobre 2008   | Mount Lemmon Survey       |
| 632721 | 2008 UW236               | 14 settembre 2007 | Spacewatch                |
| 632722 | 2008 UD246               | 3 marzo 2006      | CSS                       |
| 632723 | 2008 UA274               | 2 ottobre 2008    | Mount Lemmon Survey       |
| 632724 | 2008 UG275               | 16 novembre 2003  | Spacewatch                |
| 632725 | 2008 UN276               | 28 ottobre 2008   | Mount Lemmon Survey       |
| 632726 | 2008 UG279               | 28 ottobre 2008   | Mount Lemmon Survey       |
| 632727 | 2008 UN280               | 28 ottobre 2008   | Mount Lemmon Survey       |
| 632728 | 2008 UF288               | 29 settembre 2008 | Spacewatch                |
| 632729 | 2008 UQ295               | 19 gennaio 2005   | Spacewatch                |
| 632730 | 2008 UH298               | 29 ottobre 2008   | Spacewatch                |
| 632731 | 2008 UQ316               | 8 settembre 2007  | LONEOS                    |
| 632732 | 2008 UA320               | 31 ottobre 2008   | Mount Lemmon Survey       |
| 632733 | 2008 UL320               | 31 ottobre 2008   | CSS                       |
| 632734 | 2008 UX327               | 1 ottobre 2008    | Spacewatch                |
| 632735 | 2008 UY336               | 20 ottobre 2008   | Spacewatch                |
| 632736 | 2008 UU338               | 27 agosto 2003    | NEAT                      |
| 632737 | 2008 UT346               | 17 novembre 2014  | Pan-STARRS                |
| 632738 | 2008 UE348               | 19 novembre 2003  | Spacewatch                |
| 632739 | 2008 UN351               | 17 settembre 2003 | Spacewatch                |
| 632740 | 2008 UQ371               | 15 novembre 2003  | Spacewatch                |
| 632741 | 2008 UP378               | 13 dicembre 2012  | Mount Lemmon Survey       |
| 632742 | 2008 UP379               | 23 ottobre 2008   | Spacewatch                |
| 632743 | 2008 UR379               | 27 maggio 2012    | Mount Lemmon Survey       |
| 632744 | 2008 UY380               | 12 ottobre 2013   | Spacewatch                |
| 632745 | 2008 UB381               | 12 marzo 2010     | Spacewatch                |
| 632746 | 2008 UE387               | 27 ottobre 2008   | Mount Lemmon Survey       |
| 632747 | 2008 UT387               | 26 ottobre 2008   | Spacewatch                |
| 632748 | 2008 UU390               | 14 settembre 2013 | Pan-STARRS                |
| 632749 | 2008 UW392               | 14 ottobre 2013   | Spacewatch                |
| 632750 | 2008 UB400               | 16 marzo 2016     | Pan-STARRS                |
| 632751 | 2008 UV400               | 8 ottobre 2008    | Mount Lemmon Survey       |
| 632752 | 2008 UG403               | 30 ottobre 2008   | Mount Lemmon Survey       |
| 632753 | 2008 UN404               | 26 ottobre 2008   | Spacewatch                |
| 632754 | 2008 UX409               | 28 ottobre 2008   | Spacewatch                |
| 632755 | 2008 VE9                 | 29 novembre 2003  | Spacewatch                |
| 632756 | 2008 VT11                | 2 novembre 2008   | Mount Lemmon Survey       |
| 632757 | 2008 VD17                | 1 novembre 2008   | Spacewatch                |
| 632758 | 2008 VY28                | 2 novembre 2008   | Spacewatch                |
| 632759 | 2008 VB32                | 2 novembre 2008   | Mount Lemmon Survey       |
| 632760 | 2008 VW33                | 6 ottobre 2008    | Mount Lemmon Survey       |
| 632761 | 2008 VA37                | 6 ottobre 2008    | Mount Lemmon Survey       |
| 632762 | 2008 VS37                | 2 novembre 2008   | Mount Lemmon Survey       |
| 632763 | 2008 VB38                | 16 gennaio 2005   | Osservatorio di Mauna Kea |
| 632764 | 2008 VC43                | 3 novembre 2008   | Spacewatch                |
| 632765 | 2008 VU43                | 3 novembre 2008   | Mount Lemmon Survey       |
| 632766 | 2008 VE44                | 3 novembre 2008   | Spacewatch                |
| 632767 | 2008 VG58                | 6 novembre 2008   | Mount Lemmon Survey       |
| 632768 | 2008 VG59                | 22 ottobre 2008   | Spacewatch                |
| 632769 | 2008 VF60                | 16 gennaio 2005   | Osservatorio di Mauna Kea |
| 632770 | 2008 VF61                | 8 novembre 2008   | Mount Lemmon Survey       |
| 632771 | 2008 VX62                | 8 novembre 2008   | Spacewatch                |
| 632772 | 2008 VL63                | 8 novembre 2008   | Spacewatch                |
| 632773 | 2008 VS77                | 6 novembre 2008   | Mount Lemmon Survey       |
| 632774 | 2008 VS80                | 6 gennaio 2006    | Spacewatch                |
| 632775 | 2008 VQ81                | 27 marzo 2003     | Spacewatch                |
| 632776 | 2008 VS82                | 8 novembre 2008   | Mount Lemmon Survey       |
| 632777 | 2008 VV82                | 3 novembre 2008   | Mount Lemmon Survey       |
| 632778 | 2008 VX82                | 10 marzo 2005     | Mount Lemmon Survey       |
| 632779 | 2008 VP83                | 21 marzo 2001     | Spacewatch                |
| 632780 | 2008 VS84                | 6 novembre 2008   | Spacewatch                |
| 632781 | 2008 VG87                | 7 ottobre 1996    | Spacewatch                |
| 632782 | 2008 VL89                | 2 novembre 2008   | Mount Lemmon Survey       |
| 632783 | 2008 VT89                | 4 aprile 2014     | Mount Lemmon Survey       |
| 632784 | 2008 VG90                | 17 gennaio 2015   | Pan-STARRS                |
| 632785 | 2008 VP90                | 8 novembre 2008   | Spacewatch                |
| 632786 | 2008 VQ94                | 6 novembre 2008   | Mount Lemmon Survey       |
| 632787 | 2008 VT96                | 24 ottobre 2013   | Mount Lemmon Survey       |
| 632788 | 2008 VB97                | 6 marzo 2016      | Pan-STARRS                |
| 632789 | 2008 VK97                | 30 aprile 2016    | Pan-STARRS                |
| 632790 | 2008 VG99                | 1 novembre 2008   | Spacewatch                |
| 632791 | 2008 WT                  | 2 ottobre 2008    | Mount Lemmon Survey       |
| 632792 | 2008 WP3                 | 21 novembre 2003  | Kitt Peak Obs.            |
| 632793 | 2008 WK4                 | 2 ottobre 2008    | Spacewatch                |
| 632794 | 2008 WU4                 | 19 aprile 2007    | Spacewatch                |
| 632795 | 2008 WW5                 | 2 novembre 2008   | Spacewatch                |
| 632796 | 2008 WE9                 | 17 novembre 2008  | Spacewatch                |
| 632797 | 2008 WX10                | 27 ottobre 2008   | Spacewatch                |
| 632798 | 2008 WA16                | 2 febbraio 2005   | Spacewatch                |
| 632799 | 2008 WL17                | 1 novembre 2008   | Spacewatch                |
| 632800 | 2008 WG20                | 14 dicembre 2003  | Spacewatch                |

## 632801–632900
| Nome   | Designazione provvisoria | Data di scoperta  | Scopritore                                      |
| ------ | ------------------------ | ----------------- | ----------------------------------------------- |
| 632801 | 2008 WT30                | 19 novembre 2008  | Mount Lemmon Survey                             |
| 632802 | 2008 WB32                | 4 settembre 2007  | Mount Lemmon Survey                             |
| 632803 | 2008 WZ36                | 3 novembre 2008   | Spacewatch                                      |
| 632804 | 2008 WH40                | 24 ottobre 2008   | Spacewatch                                      |
| 632805 | 2008 WK51                | 31 ottobre 2008   | Spacewatch                                      |
| 632806 | 2008 WQ55                | 1 novembre 2008   | Mount Lemmon Survey                             |
| 632807 | 2008 WT55                | 27 ottobre 2008   | Mount Lemmon Survey                             |
| 632808 | 2008 WJ56                | 20 novembre 2008  | Mount Lemmon Survey                             |
| 632809 | 2008 WL57                | 3 novembre 2008   | Spacewatch                                      |
| 632810 | 2008 WD58                | 20 novembre 2008  | Mount Lemmon Survey                             |
| 632811 | 2008 WJ62                | 24 novembre 2008  | A. Lowe                                         |
| 632812 | 2008 WM79                | 20 novembre 2008  | Mount Lemmon Survey                             |
| 632813 | 2008 WC80                | 2 novembre 2008   | Mount Lemmon Survey                             |
| 632814 | 2008 WC83                | 20 novembre 2008  | Spacewatch                                      |
| 632815 | 2008 WQ86                | 25 dicembre 2005  | Mount Lemmon Survey                             |
| 632816 | 2008 WQ87                | 21 novembre 2008  | Mount Lemmon Survey                             |
| 632817 | 2008 WV89                | 25 giugno 2007    | Osservatorio Lulin                              |
| 632818 | 2008 WY93                | 26 novembre 2008  | R. Holmes                                       |
| 632819 | 2008 WB99                | 27 febbraio 2006  | Spacewatch                                      |
| 632820 | 2008 WU112               | 30 novembre 2008  | Spacewatch                                      |
| 632821 | 2008 WF116               | 30 novembre 2008  | Spacewatch                                      |
| 632822 | 2008 WO116               | 30 novembre 2008  | Spacewatch                                      |
| 632823 | 2008 WQ121               | 9 novembre 2008   | Mount Lemmon Survey                             |
| 632824 | 2008 WZ133               | 19 novembre 2008  | Mount Lemmon Survey                             |
| 632825 | 2008 WO139               | 30 novembre 2008  | LINEAR                                          |
| 632826 | 2008 WM142               | 2 dicembre 2004   | Spacewatch                                      |
| 632827 | 2008 WW142               | 10 marzo 2005     | Mount Lemmon Survey                             |
| 632828 | 2008 WC145               | 22 novembre 2008  | Spacewatch                                      |
| 632829 | 2008 WD148               | 1 novembre 2013   | Mount Lemmon Survey                             |
| 632830 | 2008 WW148               | 20 novembre 2008  | Mount Lemmon Survey                             |
| 632831 | 2008 WY152               | 24 dicembre 2016  | Mount Lemmon Survey                             |
| 632832 | 2008 WL158               | 20 novembre 2008  | Mount Lemmon Survey                             |
| 632833 | 2008 WQ161               | 30 novembre 2008  | Spacewatch                                      |
| 632834 | 2008 XD3                 | 5 dicembre 2008   | E. Schwab                                       |
| 632835 | 2008 XY7                 | 21 maggio 2006    | Spacewatch                                      |
| 632836 | 2008 XM8                 | 9 novembre 2008   | Mount Lemmon Survey                             |
| 632837 | 2008 XE17                | 11 settembre 2007 | Spacewatch                                      |
| 632838 | 2008 XP18                | 1 dicembre 2008   | Spacewatch                                      |
| 632839 | 2008 XS19                | 1 dicembre 2008   | Spacewatch                                      |
| 632840 | 2008 XW19                | 1 dicembre 2008   | Mount Lemmon Survey                             |
| 632841 | 2008 XY19                | 1 dicembre 2008   | Mount Lemmon Survey                             |
| 632842 | 2008 XQ25                | 4 dicembre 2008   | Mount Lemmon Survey                             |
| 632843 | 2008 XC28                | 4 dicembre 2008   | Mount Lemmon Survey                             |
| 632844 | 2008 XE30                | 26 novembre 2003  | Spacewatch                                      |
| 632845 | 2008 XG30                | 1 dicembre 2008   | CSS                                             |
| 632846 | 2008 XY30                | 27 ottobre 2008   | Spacewatch                                      |
| 632847 | 2008 XS38                | 20 novembre 2008  | Spacewatch                                      |
| 632848 | 2008 XC40                | 10 ottobre 1999   | Spacewatch                                      |
| 632849 | 2008 XD42                | 16 gennaio 2005   | Spacewatch                                      |
| 632850 | 2008 XG42                | 2 dicembre 2008   | Spacewatch                                      |
| 632851 | 2008 XV46                | 25 aprile 2007    | Spacewatch                                      |
| 632852 | 2008 XE56                | 29 settembre 2008 | Mount Lemmon Survey                             |
| 632853 | 2008 XU57                | 2 novembre 2008   | Mount Lemmon Survey                             |
| 632854 | 2008 XY57                | 5 ottobre 2013    | Pan-STARRS                                      |
| 632855 | 2008 XB58                | 21 novembre 2008  | Mount Lemmon Survey                             |
| 632856 | 2008 XS61                | 4 dicembre 2008   | Mount Lemmon Survey                             |
| 632857 | 2008 XU63                | 29 maggio 2012    | Mount Lemmon Survey                             |
| 632858 | 2008 XD64                | 20 gennaio 2015   | Pan-STARRS                                      |
| 632859 | 2008 YZ5                 | 23 dicembre 2008  | K. Sárneczky                                    |
| 632860 | 2008 YD12                | 30 novembre 2008  | Mount Lemmon Survey                             |
| 632861 | 2008 YV15                | 16 giugno 2002    | NEAT                                            |
| 632862 | 2008 YZ25                | 27 dicembre 2008  | K. Sárneczky                                    |
| 632863 | 2008 YA26                | 27 dicembre 2008  | K. Sárneczky                                    |
| 632864 | 2008 YJ29                | 28 dicembre 2008  | Circolo culturale astronomico di Farra d'Isonzo |
| 632865 | 2008 YH33                | 18 settembre 2007 | CSS                                             |
| 632866 | 2008 YV33                | 28 dicembre 2008  | C. Rinner, F. Kugel                             |
| 632867 | 2008 YT41                | 11 settembre 2002 | NEAT                                            |
| 632868 | 2008 YC43                | 21 dicembre 2008  | Mount Lemmon Survey                             |
| 632869 | 2008 YR47                | 13 maggio 2005    | Mount Lemmon Survey                             |
| 632870 | 2008 YY49                | 24 ottobre 2007   | Mount Lemmon Survey                             |
| 632871 | 2008 YW50                | 29 dicembre 2008  | Mount Lemmon Survey                             |
| 632872 | 2008 YJ51                | 29 dicembre 2008  | Mount Lemmon Survey                             |
| 632873 | 2008 YF56                | 30 dicembre 2008  | Spacewatch                                      |
| 632874 | 2008 YH56                | 30 dicembre 2008  | Spacewatch                                      |
| 632875 | 2008 YU57                | 30 dicembre 2008  | Spacewatch                                      |
| 632876 | 2008 YL58                | 30 dicembre 2008  | Spacewatch                                      |
| 632877 | 2008 YU58                | 22 dicembre 2008  | Spacewatch                                      |
| 632878 | 2008 YQ60                | 30 dicembre 2008  | Mount Lemmon Survey                             |
| 632879 | 2008 YK64                | 30 dicembre 2008  | Mount Lemmon Survey                             |
| 632880 | 2008 YR64                | 22 dicembre 2008  | Mount Lemmon Survey                             |
| 632881 | 2008 YV67                | 30 dicembre 2008  | Mount Lemmon Survey                             |
| 632882 | 2008 YG69                | 25 dicembre 2008  | Osservatorio Lulin                              |
| 632883 | 2008 YN69                | 29 dicembre 2008  | Spacewatch                                      |
| 632884 | 2008 YK71                | 20 ottobre 2003   | Spacewatch                                      |
| 632885 | 2008 YE72                | 6 dicembre 2008   | Spacewatch                                      |
| 632886 | 2008 YC74                | 30 dicembre 2008  | Spacewatch                                      |
| 632887 | 2008 YA75                | 30 gennaio 2004   | Spacewatch                                      |
| 632888 | 2008 YB75                | 30 dicembre 2008  | Mount Lemmon Survey                             |
| 632889 | 2008 YR77                | 31 gennaio 1997   | Spacewatch                                      |
| 632890 | 2008 YU77                | 30 dicembre 2008  | Mount Lemmon Survey                             |
| 632891 | 2008 YK78                | 30 dicembre 2008  | Mount Lemmon Survey                             |
| 632892 | 2008 YL79                | 30 dicembre 2008  | Mount Lemmon Survey                             |
| 632893 | 2008 YK82                | 31 dicembre 2008  | Spacewatch                                      |
| 632894 | 2008 YX83                | 21 dicembre 2008  | Spacewatch                                      |
| 632895 | 2008 YE87                | 29 dicembre 2008  | Spacewatch                                      |
| 632896 | 2008 YO88                | 29 dicembre 2008  | Spacewatch                                      |
| 632897 | 2008 YR89                | 29 dicembre 2008  | Spacewatch                                      |
| 632898 | 2008 YE91                | 8 gennaio 2006    | Mount Lemmon Survey                             |
| 632899 | 2008 YH91                | 21 dicembre 2008  | Spacewatch                                      |
| 632900 | 2008 YP104               | 29 dicembre 2008  | Spacewatch                                      |

## 632901–633000
| Nome   | Designazione provvisoria | Data di scoperta  | Scopritore          |
| ------ | ------------------------ | ----------------- | ------------------- |
| 632901 | 2008 YA105               | 16 aprile 2005    | Spacewatch          |
| 632902 | 2008 YJ107               | 10 settembre 2007 | Spacewatch          |
| 632903 | 2008 YP114               | 1 novembre 2008   | Mount Lemmon Survey |
| 632904 | 2008 YZ114               | 29 dicembre 2008  | Spacewatch          |
| 632905 | 2008 YM115               | 29 dicembre 2008  | Spacewatch          |
| 632906 | 2008 YQ121               | 30 dicembre 2008  | Spacewatch          |
| 632907 | 2008 YE123               | 30 maggio 2006    | Mount Lemmon Survey |
| 632908 | 2008 YO124               | 14 settembre 2007 | Spacewatch          |
| 632909 | 2008 YG126               | 30 dicembre 2008  | Spacewatch          |
| 632910 | 2008 YS129               | 4 dicembre 2008   | Mount Lemmon Survey |
| 632911 | 2008 YQ135               | 19 novembre 2008  | Mount Lemmon Survey |
| 632912 | 2008 YU135               | 30 dicembre 2008  | Spacewatch          |
| 632913 | 2008 YE136               | 30 dicembre 2008  | Spacewatch          |
| 632914 | 2008 YM136               | 30 dicembre 2008  | Spacewatch          |
| 632915 | 2008 YL138               | 22 dicembre 2008  | Mount Lemmon Survey |
| 632916 | 2008 YR142               | 21 novembre 2008  | Mount Lemmon Survey |
| 632917 | 2008 YR144               | 30 dicembre 2008  | Spacewatch          |
| 632918 | 2008 YR145               | 30 dicembre 2008  | Spacewatch          |
| 632919 | 2008 YT148               | 26 dicembre 2008  | Mount Nyukasa Stn.  |
| 632920 | 2008 YD152               | 22 dicembre 2008  | Spacewatch          |
| 632921 | 2008 YK152               | 29 dicembre 2008  | Spacewatch          |
| 632922 | 2008 YR154               | 22 dicembre 2008  | Spacewatch          |
| 632923 | 2008 YW164               | 3 ottobre 2008    | Mount Lemmon Survey |
| 632924 | 2008 YK167               | 16 maggio 2005    | NEAT                |
| 632925 | 2008 YM169               | 30 dicembre 2008  | Mount Lemmon Survey |
| 632926 | 2008 YM172               | 10 aprile 2005    | Mount Lemmon Survey |
| 632927 | 2008 YY173               | 21 gennaio 2015   | Pan-STARRS          |
| 632928 | 2008 YE176               | 30 dicembre 2008  | Mount Lemmon Survey |
| 632929 | 2008 YP176               | 10 agosto 2012    | Spacewatch          |
| 632930 | 2008 YA177               | 22 dicembre 2008  | Mount Lemmon Survey |
| 632931 | 2008 YH177               | 22 dicembre 2008  | Mount Lemmon Survey |
| 632932 | 2008 YB182               | 22 dicembre 2008  | Spacewatch          |
| 632933 | 2008 YC182               | 25 ottobre 2013   | Mount Lemmon Survey |
| 632934 | 2008 YF182               | 26 ottobre 2013   | Mount Lemmon Survey |
| 632935 | 2008 YK182               | 21 dicembre 2008  | Spacewatch          |
| 632936 | 2008 YE183               | 31 dicembre 2008  | Spacewatch          |
| 632937 | 2008 YU187               | 29 dicembre 2008  | Spacewatch          |
| 632938 | 2008 YV187               | 31 dicembre 2008  | Spacewatch          |
| 632939 | 2008 YW187               | 21 dicembre 2008  | Mount Lemmon Survey |
| 632940 | 2008 YX187               | 30 dicembre 2008  | Spacewatch          |
| 632941 | 2008 YY187               | 22 dicembre 2008  | Spacewatch          |
| 632942 | 2008 YG191               | 22 dicembre 2008  | Spacewatch          |
| 632943 | 2008 YA192               | 29 dicembre 2008  | Spacewatch          |
| 632944 | 2008 YN196               | 22 dicembre 2008  | Spacewatch          |
| 632945 | 2009 AP2                 | 10 febbraio 2002  | LINEAR              |
| 632946 | 2009 AY9                 | 11 settembre 2007 | Mount Lemmon Survey |
| 632947 | 2009 AL10                | 12 febbraio 2004  | Spacewatch          |
| 632948 | 2009 AY10                | 2 gennaio 2009    | Mount Lemmon Survey |
| 632949 | 2009 AK11                | 19 settembre 2003 | CINEOS              |
| 632950 | 2009 AW12                | 2 gennaio 2009    | Mount Lemmon Survey |
| 632951 | 2009 AU35                | 31 dicembre 2008  | Mount Lemmon Survey |
| 632952 | 2009 AH37                | 21 dicembre 2008  | Mount Lemmon Survey |
| 632953 | 2009 AV40                | 15 gennaio 2009   | Spacewatch          |
| 632954 | 2009 AM48                | 8 ottobre 2007    | Mount Lemmon Survey |
| 632955 | 2009 AX52                | 1 gennaio 2009    | Spacewatch          |
| 632956 | 2009 AJ53                | 3 gennaio 2009    | Mount Lemmon Survey |
| 632957 | 2009 AL53                | 10 ottobre 2012   | Mount Lemmon Survey |
| 632958 | 2009 AN53                | 1 gennaio 2009    | Spacewatch          |
| 632959 | 2009 AC55                | 24 agosto 2012    | Spacewatch          |
| 632960 | 2009 AF55                | 6 novembre 2013   | Pan-STARRS          |
| 632961 | 2009 AV55                | 24 giugno 2017    | Pan-STARRS          |
| 632962 | 2009 AC56                | 25 giugno 2017    | Pan-STARRS          |
| 632963 | 2009 AE56                | 1 gennaio 2009    | Mount Lemmon Survey |
| 632964 | 2009 AP56                | 22 gennaio 2015   | Pan-STARRS          |
| 632965 | 2009 AJ58                | 1 gennaio 2009    | Mount Lemmon Survey |
| 632966 | 2009 AK58                | 25 gennaio 2015   | Pan-STARRS          |
| 632967 | 2009 AG59                | 22 dicembre 2008  | Mount Lemmon Survey |
| 632968 | 2009 AJ59                | 2 gennaio 2009    | Spacewatch          |
| 632969 | 2009 AN60                | 2 gennaio 2009    | Mount Lemmon Survey |
| 632970 | 2009 AQ61                | 3 gennaio 2009    | Spacewatch          |
| 632971 | 2009 AB65                | 2 gennaio 2009    | Spacewatch          |
| 632972 | 2009 BH12                | 16 gennaio 2009   | Mount Lemmon Survey |
| 632973 | 2009 BL12                | 25 gennaio 2009   | R. Apitzsch         |
| 632974 | 2009 BG13                | 7 gennaio 2009    | Spacewatch          |
| 632975 | 2009 BF20                | 16 gennaio 2009   | Mount Lemmon Survey |
| 632976 | 2009 BK21                | 16 gennaio 2009   | Mount Lemmon Survey |
| 632977 | 2009 BX24                | 17 gennaio 2009   | Spacewatch          |
| 632978 | 2009 BQ36                | 16 gennaio 2009   | Spacewatch          |
| 632979 | 2009 BQ41                | 16 gennaio 2009   | Spacewatch          |
| 632980 | 2009 BF49                | 16 gennaio 2009   | Mount Lemmon Survey |
| 632981 | 2009 BH50                | 16 gennaio 2009   | Mount Lemmon Survey |
| 632982 | 2009 BB54                | 2 febbraio 2005   | Spacewatch          |
| 632983 | 2009 BH54                | 16 gennaio 2009   | Mount Lemmon Survey |
| 632984 | 2009 BW55                | 17 gennaio 2009   | Mount Lemmon Survey |
| 632985 | 2009 BJ59                | 22 dicembre 2008  | Spacewatch          |
| 632986 | 2009 BQ60                | 17 gennaio 2009   | Mount Lemmon Survey |
| 632987 | 2009 BT72                | 29 gennaio 2009   | C. Rinner, F. Kugel |
| 632988 | 2009 BH78                | 18 gennaio 2009   | Spacewatch          |
| 632989 | 2009 BX78                | 30 gennaio 2009   | V. S. Casulli       |
| 632990 | 2009 BJ92                | 20 novembre 2003  | Spacewatch          |
| 632991 | 2009 BB94                | 25 gennaio 2009   | Spacewatch          |
| 632992 | 2009 BA101               | 16 maggio 1999    | Spacewatch          |
| 632993 | 2009 BR102               | 22 ottobre 2003   | Spacewatch          |
| 632994 | 2009 BJ116               | 3 novembre 2007   | Mount Lemmon Survey |
| 632995 | 2009 BW117               | 19 settembre 2007 | Spacewatch          |
| 632996 | 2009 BT119               | 11 novembre 2001  | SDSS Collaboration  |
| 632997 | 2009 BD120               | 30 gennaio 2009   | Mount Lemmon Survey |
| 632998 | 2009 BP121               | 31 gennaio 2009   | Spacewatch          |
| 632999 | 2009 BP124               | 20 settembre 2003 | Spacewatch          |
| 633000 | 2009 BS130               | 31 gennaio 2009   | Mount Lemmon Survey |